# Kerstin Radomski

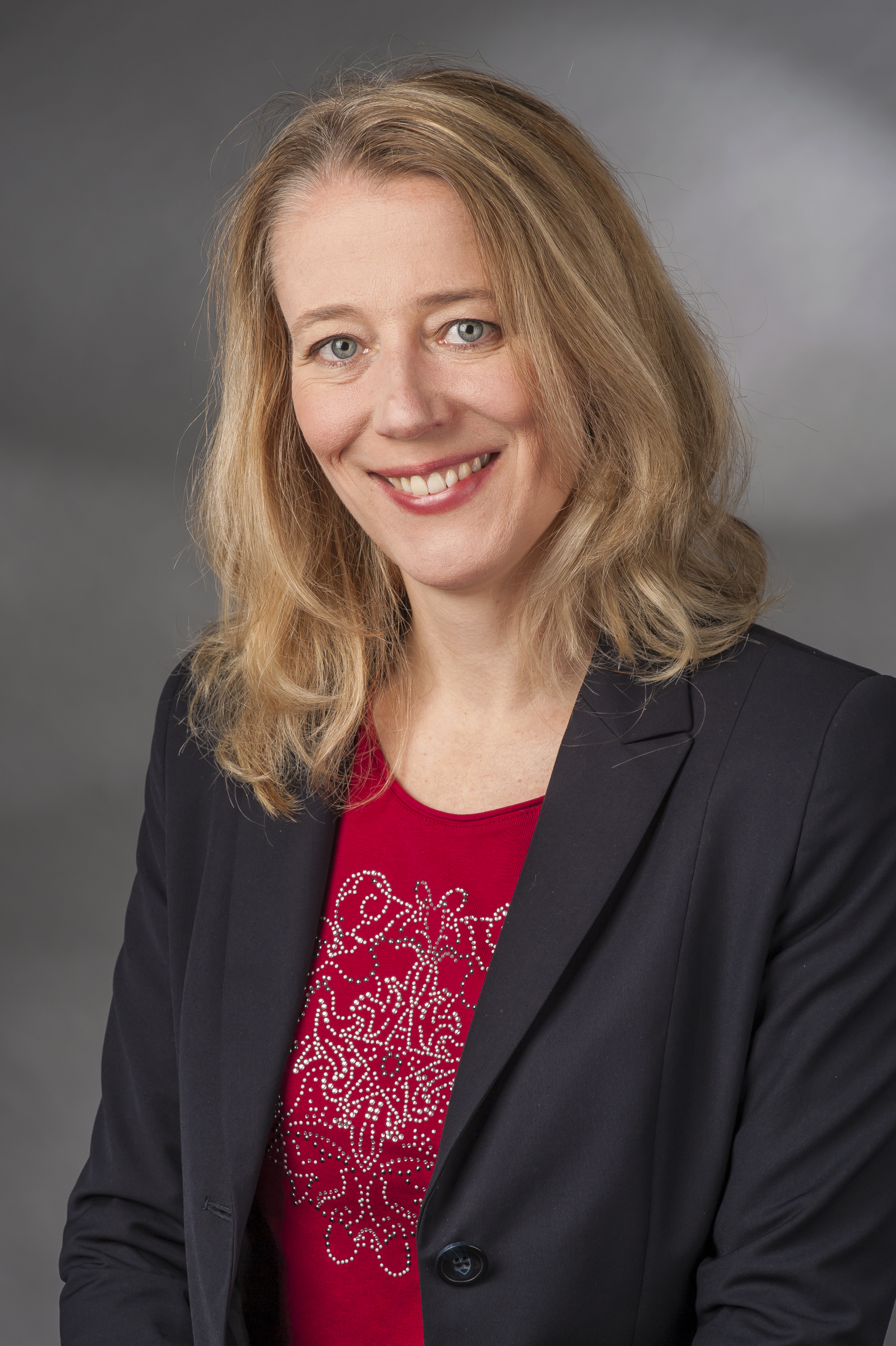
Kerstin Christiane Radomski

Kerstin Christiane Radomski (nascida em 1 de novembro de 1974) é uma professora alemã e política da União Democrata-Cristã (CDU) que actua como membro do Bundestag pelo estado da Renânia do Norte-Vestfália desde 2013.

## Carreira política
Radomski tornou-se membro do Bundestag nas eleições federais alemãs de 2013. Ela é membro do Comité de Orçamento e do Comité de Auditoria.
Em junho de 2017, Radomski votou contra a introdução do casamento entre pessoas do mesmo sexo na Alemanha.